# Actimonda BKK
Die Actimonda BKK (satzungsgemäße Kurzbezeichnung Actimonda Krankenkasse, Eigenschreibung actimonda krankenkasse) war eine bundesweit geöffnete Betriebskrankenkasse mit Sitz in Aachen-Rothe Erde und als solche Träger der gesetzlichen Krankenversicherung in Deutschland. Zum 1. Januar 2021 fusionierte sie mit der BIG direkt gesund.
An den Standorten Bergisch Gladbach, Düren und Stolberg befanden sich Nebenstellen. City-Geschäftsstellen wurden eingerichtet in Aachen, Düren, Elsdorf, Eschweiler, Euskirchen, Hameln, Jülich, Stolberg und Wuppertal. Laut Geschäftsbericht aus dem Jahr 2013 zählte die Actimonda BKK 80.869 Mitglieder und 116.209 Versicherte sowie etwa 202 Mitarbeiter.

## Entwicklung
Der Ursprung der Actimonda lag in der am 6. November 1884 gegründeten Fabrik-Krankenkasse der William Prym GmbH & Co. KG. 1996 schlossen sich die Betriebskrankenkassen der Anker Gebr. Schoeller GmbH + Co. KG, der Köln-Düsseldorfer Deutschen Rheinschiffahrt AG und des Lynenwerks mit der Betriebskrankenkasse von William Prym zusammen und firmierten als BKK Anker-Lynen-Prym (ALP). Der Hauptsitz wurde im Stolberger William Prym Werk beibehalten. Zum 1. April 2004 trat die BKK der Zanders Feinpapiere AG mit Sitz in Bergisch Gladbach der BKK ALP bei. Mit der Zuständigkeitserweiterung auf die Köln-Düsseldorfer Deutsche Rheinschiffahrt am 1. April 2008 folgte die Umbenennung in BKK ALP plus. Am 1. Oktober des gleichen Jahres fusionierte die BKK Vorwerk & Co. KG mit der BKK ALP plus und am 1. Januar 2012 trat die BKK Pfeifer & Langen dem Versicherungsunternehmen bei.
Schließlich erfolgte am 1. September 2012 die Namensänderung auf Actimonda BKK mit der Kurzbezeichnung Actimonda Krankenkasse und die Verlegung des Sitzes vom Standort Stolberg nach Aachen-Rothe Erde. Als bisher letzte Übernahme erfolgte am 1. Januar 2014 die Fusion mit der Betriebskrankenkasse Heimbach.

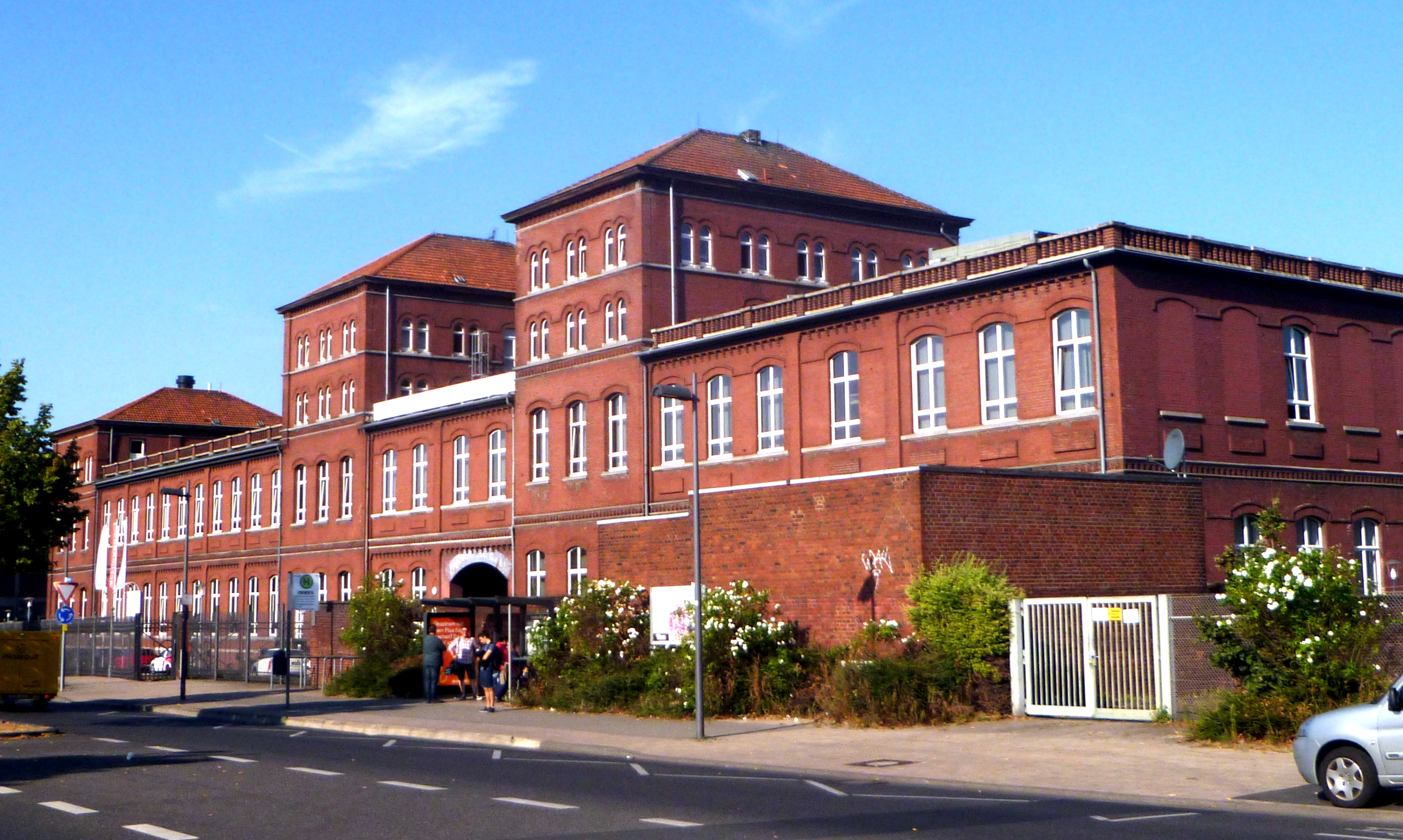
Direktionsgebäude der Actimonda Krankenkasse in Aachen

Der Verwaltungssitz der Actimonda wurde in dem historischen und unter Denkmalschutz stehenden Hauptgebäude aus dem Jahre 1878 eingerichtet, das anfangs von dem Aachener Hütten-Actien-Verein-Rothe Erde und von 1929 bis 1979 von dem Reifenhersteller Englebert, ab 1967 Uniroyal, als Direktionsgebäude genutzt worden war.
Zum 1. Januar 2021 fusionierte die Actimonda BKK mit der BIG direkt gesund mit Verwaltungssitz in Dortmund.

## Beitragssätze
Seit dem 1. Januar 2009 wurden die Beitragssätze vom Gesetzgeber einheitlich vorgegeben. Nach der gesetzlichen Beitragssenkung zum 1. Januar 2015 erhob die Kasse einen einkommensabhängigen Zusatzbeitrag in Höhe von 0,7 Prozent des zugrundeliegenden Einkommens. Von 2016 bis 2019 betrug der Zusatzbeitrag 1,0 Prozent, 2020 stieg der Zusatzbeitrag auf 1,4 Prozent.